# Santa Quitéria Futebol Clube
Il Santa Quitéria Futebol Clube, noto anche semplicemente come Santa Quitéria, è una società calcistica brasiliana con sede nella città di Santa Quitéria do Maranhão, nello stato del Maranhão.

## Storia
Il club è stato fondato il 16 marzo 2003. Il Santa Quitéria ha vinto il Campeonato Maranhense Segunda Divisão nel 2005 e nel 2009. Il Santa Quitéria è stato finalista del Campionato Maranhense nel 2010, perdendo contro il Sampaio Corrêa.
Ha partecipato alla Coppa del Brasile nel 2012, il club è stato eliminato al primo turno dall'ASA.

## Palmarès

### Competizioni statali
- Campeonato Maranhense Segunda Divisão: 2

2005, 2009